# Benjamin Adams
Benjamin "Ben" Willard Adams (Newark, New Jersey, 1890. március 31. – Neptune City, Monmouth megye, New Jersey, 1961. március 15.) olimpiai ezüst-, és bronzérmes amerikai atléta.

## Pályafutása
Azt követően, hogy bátyja, Platt Adams szerepelt az 1908-as londoni olimpián, 1912-ben Benjamin is vele tartott a stockholmi játékokra, ahol két versenyszámban indult. A helyből távolugrás versenyén Platt mögött harmadik, bronzérmes lett. A helyből magasugrás versenyén szintén testvére mögött zárt, ekkor azonban ezüstérmesként. Kettőjük legjobb ugrása közt a különbség csak három centiméter volt.
1961. március 15-én hunyt el, mindössze hetekkel bátyja halála után.

## Egyéni legjobbjai
- Magasugrás helyből - 1,60 m (1912)
- Távolugrás helyből - 3,28 m (1912)